# IPad (4-го покоління)
iPad 4-го покоління (англ. 4th generation iPad, продається під назвою iPad з дисплеєм Retina чи iPad 4) — планшетний комп'ютер, спроектований, розроблений і виставлений на продаж компанією Apple. Офіційна презентація iPad четвертого покоління відбулася 23 жовтня 2012 року. Представлений планшетник змінив свого попередника, iPad третього покоління, та почав продаватися з 2 листопада 2012 року. iPad містить в собі дисплей Retina, новий процесор Apple A6X та роз'єм Lightning, представлений вперше у iPhone 5. Він поставляється з прошивкою iOS 6.0.1, що служить платформою для програвання різноманітного медіа, як електронні книги, періодичні текстові видання, фільми, музика, комп'ютерні ігри, презентації та вебконтент.
Вартість iPad четвертого покоління така ж, як і у його попередника. Одразу після презентації iPad 4 випуск пристроїв третього покоління припинено.

## Історія
Чутки про можливу появу наступного покоління з'явилися незабаром після випуску iPad третього покоління, багато хто з шанувальників продукції Apple припустив, що наступний iPad буде меншого розміру. Подальші припущення з'явилися в липні 2012 року, коли в DigiTimes стверджували, що з інформацією, отриманою від невідомого джерела, випливає наступне: в Apple, зробили невеликі зміни в майбутніх iPad і його випуск заплановано наприкінці 2012 року. Незадовго до оголошення події вони пред'явили вагомі докази оновлення дизайну приладу, серед яких були і фотографії роз'єму та передньої камери. 16 жовтня 2012, Apple зробила анонс заходу для ЗМІ, проведення якого було заплановане на 23 жовтня і яке мало відбутися у Каліфорнійському театрі в Сан-Хосе, в Каліфорнії. Компанія до останнього не розкривала свої карти, не розповідала що саме стане об'єктом обговорення на події, але всі сподівались, що саме того дня появиться на світ iPad mini.
На конференції генеральний директор Apple Тім Кук особисто представив нову версію iBooks, нові покоління MacBook Pro, Mac Mini і iMac ще до представлення iPad і iPad mini. Під час церемонії відкриття, Apple заявила, що четверте покоління iPad буде доступне для попереднього замовлення в інтернеті в окремих країнах починаючи з 26 жовтня. 2 листопада, Apple випустила Wi-Fi версію пристрою в тридцяти чотирьох країнах, у тому числі у кількох країнах Європи, Східної Азії та Північної Америки. Стільникові моделі були виставлені на продаж протягом кількох тижнів після релізу пристрою. Випуск четвертого покоління iPad призвело до припинення його попередник, несподівану заяву і звільнення викликало невдоволення серед користувачів iPad третього покоління. Apple також збільшила терміни повернення грошей від 14 до 30 днів, крім того, як зазначив ITProPortal, так як ціна обох моделей однакова, споживачі, які придбали iPad третього покоління протягом цього часу отримали можливість поміняти свій пристрій на модель четвертого покоління.

## Особливості

### Ціни
Вартість моделей iPad 4-го покоління в США:
| Пам'ять          | 16 ГБ | 32 ГБ | 64 ГБ | 128 ГБ |
| ---------------- | ----- | ----- | ----- | ------ |
| Wi-Fi            | $499  | $599  | $699  | $799   |
| Wi-Fi + cellular | $629  | $729  | $829  | $929   |

Середні ціни в Україні (листопад 2011):
| Пам'ять          | 16 ГБ     | 32 ГБ     | 64 ГБ     |
| ---------------- | --------- | --------- | --------- |
| Wi-Fi            | 5299 грн. | 6399 грн. | 7499 грн. |
| Wi-Fi + cellular | 6699 грн. | 7799 грн. | 8899 грн. |

### Програмне забезпечення
Як уже було сказано, iPad 4 буде поставлятися з прошивкою 6.0.1. Вона може виступати як точка доступу при роботі з деякими операторами, розділяючи доступ до мобільного Інтернету з іншими пристроями через Wi-Fi, Bluetooth або USB. Через цей планшетник також можна отримати доступ до App Store, цифрової платформи, розробленої Apple, що займається дистрибуцією програмних додатків для iOS. Сервіс дозволяє користувачам переглядати та завантажувати додатки з магазину iTunes Store, які були розроблені на рушіях Xcode та IOS SDK і опубліковані через Apple. На App Store доступні такі додатки, як GarageBand, iMovie, IPhoto, і додатки iWork (Pages, Keynote і Numbers).
iPad поставляється з декількома попередньо встановленими додатками, в тому числі: Siri, Safari, Mail, Фото, Відео, Музика, iTunes, App Store, Карти, Нотатки, Календар, Game Center, Photo Booth і Контакти. Як і всі пристрої IOS, iPad може синхронізувати контент та інші дані з Mac або ПК за допомогою iTunes, хоча IOS 5 і більш пізніми прошивками можна управляти і виконувати резервне копіювання без використання комп'ютера. Незважаючи на те, що планшет не призначений для здійснення телефонних дзвінків через стільникову мережу, користувачі можуть використовувати навушники або вбудований динамік і мікрофон і здійснювати телефонні дзвінки через Wi-Fi або стільникову мережу допомогою програм типу VoIP, до яких належить Skype. Пристрій має ту ж технологію розпізнавання голосу, що і iPhone 4S. Користувачі кажуть і iPad виводить текст, який вони зачитують, на екран, за умови, що iPad підключений до Wi-Fi або до стільникової мережі.
Четверте покоління пристроїв має також додаток iBooks, що можна, за бажанням, безкоштовно звантажити з AppStore. Додаток відображає книги та інший контент у форматі ePub, завантажений з iBookstore. Кілька великих книжкових видавництв, включаючи Penguin Books, HarperCollins, Simon & Schuster і Macmillan отримали право на видання книг для пристрою. Незважаючи на те, що Amazon Kindle і Barnes & Noble Nook, э прямими конкурентами планшетного комп'ютера Apple, як Amazon.com так і Barnes & Noble пропонують власні додатки для читання електронних книг для iPad.

### Hardware
Є чотири фізичні кнопки на iPad 4, в тому числі кнопка «Додому» поруч з дисплеєм, яка повертає користувача на головний екран, і три пластикові перемикачі з лівого боку: спати/прокинутись і збільшення/зменшення гучності, а також з вимикач, що керується програмно і функція якого змінюється із оновленням програмного забезпечення. iPad ідентичний зі своїм попередником, крім різниці в роз'ємах і дисплеях, які використовував виробник. У порівнянні зі своїм попередником, iPad четвертого покоління важить на 2 грами більше. Стільникові моделі оператора AT&T на 49 грамів важчі, а моделі Verizon важчі на 55 грамів порівняно з відповідними iPad 2 3G моделями (AT&T 3G iPad 2 важить 613 грамів, а вага Verizon 3G iPad 2 становить 607 грамів). Дисплей містить такі датчики, як датчик зовнішньої освітленості для регулювання яскравості екрану і 3-осьовий акселерометр для смислової орієнтації і для того, щоб перемикатися між портретним і ландшафтним режимами. На відміну від iPhone і iPod Touch з вбудованими додатками, які працюють в трьох режимах орієнтації (портретний, ландшафтний зліва і ландшафтний справа), в iPad вбудовані додатки з підтримкою поворотання екрану у всіх чотирьох напрямках, в тому числі і догори низом.
Планшетник виготовлений як з, так і без можливості спілкуватися по стільниковій мережі; всі моделі можуть підключатися до бездротової локальної мережі. iPad 4 має на вибір 16, 32 або 64 ГБ вбудованої флеш-пам'яті, без можливості розширення. Apple продає «набір підключення камери» із зчитувачем карт пам'яті SD, але вона може бути використана тільки для передачі фотографій і відео.
Пристрій побудований на базі Apple A6X SoC, що включає в себе двоядерний процесор Apple Swift, з тактовою частотою 1,4 ГГц, чотирьохядерний графічний процесор PowerVR SGX554MP4 і 1 ГБ оперативної пам'яті. Він також оснащений 5-мегапіксельною задньою камерою, із здатністю записування відео у 1080p; І HD камерою на передній панелі із здатністю записування відео у 720p, призначеною для відеодзвінків FaceTime Роздільна здатність дисплея становить 2048x1536(QXGA). Він містить у собі 3,1 мільйона пікселів, що у чотири рази більше, ніж у iPad 2 і дозволяє виконувати рівномірне масштабування.
Відтворення аудіо четвертого покоління iPad має частотну характеристику від 20Гц до 20000 Гц. Без стороннього програмного забезпечення він може програвати наступні формати аудіо: [[AAC|HE-AAC, AAC,]] Protected AAC, MP3, MP3 VBR, Audible форматів (2, 3, 4, AEA, AAX і AAX +), ALAC, AIFF і WAV.
У iPad використовується внутрішній літій-іонний полімерний (Li-pol) акумулятор, який можна перезаряджати. Батареї виробляються в Тайвані компанією Simplo Technology(60 %) і Dynapack International Technology. Заряджання iPad відбувається під струмом у 2 А за допомогою зарядного пристрою USB у 12Вт адаптер живлення і USB-кабель з роз'ємом USB на одному кінці і з новим док-роз'ємом Lightning (укр. Блискавка) на іншому кінці. Оскільки його можна заряджати за допомогою комп'ютера через старіший USB порт, тоді існує обмеження до 500 мА (0,5 А). У результаті, якщо iPad використовується під час заряджання від комп'ютера, він може заряджатись набагато повільніше, або взагалі не заряджатися. Потужні USB, вбудовані в нові комп'ютери і комплектуючі забезпечують повну спроможність заряджання.
У Apple стверджують, що акумулятор здатний забезпечити до 10 годин відео, 140 годин в режимі відтворення аудіо або один місяць в режимі очікування; люди кажуть, що батареї вистачає. Як і у будь-якого акумулятора, у акумулятора iPad з часом втрачається його спроможність. Тим не менш, користувач не може сам замінити акумулятор iPad. У програмі схожій до програми заміни акумулятора iPod та iPhone, Apple обіцяє замінити iPad, що не має електричного заряду на відремонтований за плату в розмірі $ 99 плюс $ 6,95 доставки. Користувальницькі дані не зберігаються/не переносяться. Відремонтований агрегат поставляється в новому пакуванні. Гарантія на відремонтований iPad може варіюватися залежно від юрисдикції.

### Аксесуари
Smart Cover, введені з iPad 2, протектор екрану, що примагнічується до iPad. Чохол має три складки, які дозволяють перетворити його на підставку, яка також утримуються разом за допомогою магнітів. Smart Cover може також приймати інші форми, коли ви згинатимете його. Розумний чохол (Smart Cover) також маємікрофіброве, покриття, яке очищає передню частину iPad, і пробуджує пристрій з режиму сну при його зніманні. Вона поставляється в п'яти кольорах як у поліуретановому варіанті, так і більш дорогому шкіряному.
Apple, пропонує кілька інших аксесуарів, більшість з яких — адаптери для роз'єму Lightning, єдиного роз'єму, окрім роз'єму для навушників. iPad підтримує Bluetooth клавіатури, які також працюють з Mac і ПК. iPad можна заряджати за допомогою автономного адаптера живлення (англ. wall charger — зарядний пристрій), сумісного з iPod і iPhone і 12 Вт зарядний пристрій, що постачається в комплекті.

## Відгуки

### Критика
iPad 4 отримав в основному позитивні відгуки від критиків і коментаторів. Гарет Бівіс з TechRadar у своєму огляді iPad четвертого покоління похвалив пристрій за його дисплей з високою роздільною здатністю, який, як зазначає TechRadar чіткий і яскравий, проте рецензент також стверджує, що екран iPad не настільки гарний, як екрани Super AMOLED. В огляді він також високо оцінив інтерфейс iPad за його просту будову і зручне у використанні розміщення функціональних кнопок. Крім того, були відзначені і високо оцінені інші аспекти, такі як дизайн iPad і оновлений SoC. Важливо пригадати, що Бівіс зазначив, що iPad все ще може помітно нагріватися при середньому навантаженні, але не в такій мірі, як iPad 3. Тім Стівенс з Engadget оцінив Retina Display і назвав його найкращим екраном, розміщеним на планшетному ПК. Тести і випробування, проведені Engadget дозволили Стівенсу зробити висновок, iPad 4 є найшвидшим мобільним пристроєм компанії Apple, перевершивши «рекорд», що до недавнього часу належав iPhone 5.

### Досягнення в продажі
В перший уїк-енд після початку продаж iPad Mini і iPad четвертого покоління, Apple повідомила, що разом з IPad mini було продано 3 млн пристроїв. TechRadar зазначає, що в перші вихідні продажів показники у iPad четвертого покоління нижчі, ніж відповідні показники для iPad 3, що розійшлись у зазначений період у кількості 3 млн одиниць. Незважаючи на зазначений спад продажів, акції Apple виросли на 1,4 % до $ 584,62 станом на 5 листопада.

## Хронологія
| Хронологія моделей iPad                     |
| ------------------------------------------- |
| Див. також: Хронологія продуктів Apple Inc. |

Джерело: Apple Newsroom Archive.